# تتسویا نیشیواکی
تتسویا نیشیواکی (انگلیسی: Tetsuya Nishiwaki؛ زادهٔ ۲۲ مهٔ ۱۹۷۷) بازیکن فوتبال اهل ژاپن است.